# Празеодим(ІІІ) сульфат
Празеодим(III) сульфат  — неорганічна сполука, сіль металу  празеодиму  і сульфатної кислоти  із формулой Pr2(SO4)3, розчинна у воді, утворює кристалогідрати. Празеодим(III) сульфат октагідрат — світло-зелені моноклінні кристали.

## Отримання
- Розчинення празеодим(III) оксиду у сульфатній кислоті:

{\displaystyle \mathrm {Pr_{2}O_{3}+3H_{2}SO_{4}\longrightarrow Pr_{2}(SO_{4})_{3}+3H_{2}O} }
- Кристали октагідрату можна вирощувати з розчинів, отриманих при розчиненні вологого порошку  Pr2O3  у сульфатній кислоті. Цей процес може бути оптимізований шляхом проведення декількох стадій випарювання/розчинення із використанням метанолу і невеликої кількості 2,2’-біпіридину.[2]
- Безводну сіль отримують нагріванням кристалогідрату:

{\displaystyle \mathrm {Pr_{2}(SO_{4})_{3}\cdot 8H_{2}O\ {\xrightarrow {600-650^{o}C}}\ Pr_{2}(SO_{4})_{3}+8H_{2}O} }

## Фізичні властивості
Помітно розчинний у воді, спостерігається слабкий гідроліз за катіоном. Розчиняється у сульфатній кислоті. Для празеодим(III) сульфату характерна зворотня температурна залежність розчинності, коли зниження температури розчину спричиняє збільшення розчинності. 
 Утворює кристалогідрати складу Pr2(SO4)3·n H2O, где n = 5 і 8.
Кристалогідрати є стабільними за нормальних умов. При нагріванні кристалогідрати поступово втрачають кристалізаційну воду, аж до утворення безбарвної безводної солі.
Октагідрат — кристали моноклінної сингонії, кристалізується в просторовій групі С2 / с (просторова група №15) із параметрами ґратки а = 1370 пм, b = 686 пм, c =  1845 пм, β = 102,8°  та із чотирма формульними одиницями в елементарній комірці. Також відомий пентагідрат.

## Хімічні властивості
- Розкладається при нагріванні:

{\displaystyle \mathrm {6Pr_{2}(SO_{4})_{3}\ {\xrightarrow {850^{o}C}}\ 2Pr_{6}O_{11}+18SO_{2}+7O_{2}\uparrow } }
- Реагує із лугами:

{\displaystyle \mathrm {Pr_{2}(SO_{4})_{3}+6NaOH\longrightarrow 2Pr(OH)_{3}\downarrow +3Na_{2}SO_{4}} }